# Era Records
Era Records was een onafhankelijk Amerikaans platenlabel, dat popmuziek, country, rockabilly en jazz uitbracht. Het label werd in 1955 in Hollywood opgericht door de neven Herb Newman en Lou Bedell. In 1958 richtte het tweetal ook Doré Records op. In 1959 deed Bedell zijn aandeel in het label over aan Newman, zelf werd hij de eigenaar van Doré Records. In de periode 1969-1971 distribueerde Era Records albums en singles van het platenlabel Happy Tiger Records. Met dit label bracht het ook acht albums met oldies uit, waaronder vroeg werk van The Beach Boys. Midden jaren zeventig verkocht Newman het label aan K-tel, dat in 1993 begon met het opnieuw uitgeven van vroeg Era-materiaal, gebruikmakend van de naam en het logo van Era.
Musici die op Era Records uitkwamen waren onder meer Jewel Akens ("The birds and the bees"), Donnie Brooks, Dorsey Burnette (waaronder de hit "Tall Oak Tree"), The Castells ("So This is Love"), Gogi Grant ("The wayward wind", een nummer 1-hit in 1956), Ketty Lester ("Love Letters"), The Moments, Johnny Rivers, Mike Smith, Larry Verne en Bob Wilson.